# Пинилья, Рамиро
Рами́ро Пини́лья (исп. Ramiro Pinilla; 13 сентября 1923, Бильбао — 23 октября 2014, Баракальдо) — испанский писатель.

## Биография
Родился в Стране Басков. Дебютировал в 1944 году, писал на испанском языке. После получения премии Надаля за черный роман «Слепые муравьи» (1960) предпочел держаться в стороне от литературной авансцены. Основал в Бильбао маленькое издательство Libropueblo, выпускавшее некоммерческую словесность. Вокруг него сложился писательский кружок El taller (Мастерская), из которого вышли несколько авторов, замеченных критикой (Хон Бильбао и др.).
Скончался 23 октября 2014 года.

## Главная книга
Наибольший интерес вызвала романная трилогия Пинильи «Зелёные долины, рыжие холмы» (2004—2005), получившая ряд национальных премий.

## Произведения
- Misterio de la pensión Florrie (1944, под псевдонимом Romo P. Girca)
- El ídolo (1957)
- Слепые муравьи/ Las ciegas hormigas (1960, Премия критики, переизд. 2010, переведен на многие языки)
- El héroe del Tonkin (1961)
- En el tiempo de los tallos verdes (1969)
- Seno (1971)
- El salto (1975)
- Recuerda, oh, recuerda (1975)
- Antonio B… «el Rojo», ciudadano de tercera (1977, переизд. 2007)
- Primeras historias de la guerra interminable (1977)
- La gran guerra de doña Toda (1978)
- Andanzas de Txiki Baskardo (1979)
- Quince años (1990)
- Huesos (1997)
- La estación de Getxo (1998)
- Зеленые долины, рыжие холмы/ Verdes valles, colinas rojas, романная трилогия:
  - часть I, La tierra convulsa (октябрь 2004, Премия Страны Басков за роман)
  - часть II, Los cuerpos desnudos (май 2005)
  - часть III, Las cenizas del hierro (ноябрь 2005, Премия критики, Национальная премия по прозе)
- La higuera (2006)
- Solo un muerto más, детективный роман (2009)
- Новеллы/ Los cuentos (2011)
- Aquella edad inolvidable (2012)
- El cementerio vacío, детективный роман (2013)